# 菅一乗
菅 一乗（すが いちじょう、1976年2月9日 - ）は、日本人のレーシングドライバー。大分県出身。血液型はA型。

## 経歴
1998年にFJ1600九州選手権でデビュー。翌1999年にシリーズチャンピオンを獲得する。その後はF4にステップアップし、2003年より全日本GT選手権（現SUPER GT）に参戦を開始。第2戦（富士）で早くもポールポジションを獲得する。ちなみに、このときGT300クラスのレコードタイムを更新しており、その後コースレイアウトが変更されたため、二度と破られることのない記録となった。このポールポジションでの活躍が認められ、2004年はフェラーリ・360モデナでベテランドライバー松田秀士とコンビを組んで参戦することとなった。2005年にはポルシェ・ボクスターをドライブすることとなり、大井貴之とともに参戦。しかし、車の開発が上手くいかず苦戦を強いられた。2006年も引き続きボクスターをドライブする。再び松田秀士とコンビを組んで参戦する。開幕戦から好調で毎戦上位争いを演じ、シリーズ9位となる。
2011年には、九州大谷短期大学（仏教学科）を卒業し、副住職としての活動を開始する。主なレース活動は、オートポリスを中心に公式レースのセーフティカードライバー等を務める。
2024年現在は、実家のお寺である空楽寺の住職を務める傍ら、レーシングドライバーとしての経験を活かし地方戦を中心にレースに参戦するドライバーのマネジメントやアドバイスを行っている。またオートポリスで開催される国内A級ドライバー講習会の講師としての顔も持つ。

## 経歴、レース戦績
- 1999年 - FJ1600選手権・オートポリスシリーズ（4勝、チャンピオン）
- 2000年 - F4シリーズ
- 2001年
  - 関西F4シリーズ（ガレージF #6 Fダイワ橋本販売オスカーラムズ／オスカーSK97）（シリーズ6位）
  - FJ・キング・オブ・キングス（#29 オスカーSK02ブリッド5／オスカーSK02）
- 2002年
  - 関東F4シリーズ（#6 Fダイワ橋本販売戸田無限ラムズ／オスカーSK97）（シリーズ7位）
  - 関西F4シリーズ（#6 Fダイワ橋本販売戸田無限ラムズ／オスカーSK97）（シリーズ3位）
- 2003年 - 全日本GT選手権・GT300クラス（A&S RACING #9 正義の味方覆面レーサーX MT／MT900R）（シリーズ27位）
- 2004年 - 全日本GT選手権・GT300クラス（TEAM GAINER #11 JIM RodeoDrive アドバンF360）
- 2005年 - SUPER GT・GT300クラス（ARKTECH MOTOR SPORTS #110 アーステックトータルベネフィットボクスターGT）
- 2006年 - SUPER GT・GT300クラス（ARKTECH MOTOR SPORTS #110 TOTALBENEFIT GREENTEC BOXTER）(シリーズ9位)
- 2007年 - SUPER GT・GT300クラス<Rd.4〜8>　（JIMGAINER　#11 TOTALBENEFIT JIM CENTER F360）（シリーズ30位）
- 2008年 - 家業である寺院（浄土真宗）の後継ぎ修行の為、春から九州大谷短期大学（仏教学科）に入学。
- 2009〜2010年 - プロのレース活動は行わず、学業に専念する一方でオートポリスや、岡山国際サーキットでセーフティカードライバー、オフィシャルカードライバー等を勤める。
- 2011年 - 九州大谷短期大学（仏教学科）を卒業し、実家である大分県の空楽寺にて副住職として仏の道を歩む。サーキットでのセーフティカードライバー等は継続して努めている。

### 全日本GT選手権/SUPER GT
| 年     | チーム              | 使用車両              | クラス | 1      | 2       | 3      | 4      | 5       | 6       | 7      | 8      | 9       | 順位 | ポイント |
| ------ | ------------------- | --------------------- | ------ | ------ | ------- | ------ | ------ | ------- | ------- | ------ | ------ | ------- | ---- | -------- |
| 2003年 | A&S RACING          | モスラー・MT900R      | GT300  | TAI 15 | FSW Ret | SUG 15 | FSW 17 | FSW 12  | TRM Ret | AUT 15 | SUZ 13 |         | 27位 | 1        |
| 2004年 | TEAM GAINER         | フェラーリ・360モデナ | GT300  | TAI 10 | SUG 3   | SEP 9  | TOK 8  | TRM 20  | AUT 7   | SUZ 14 |        |         | 8位  | 26       |
| 2005年 | ARKTECH MOTORSPORTS | ポルシェ・ボクスター  | GT300  | OKA    | FSW Ret | SEP 19 | SUG 20 | TRM Ret | FSW 15  | AUT 17 | SUZ 24 |         | NC   | 0        |
| 2006年 | ARKTECH MOTORSPORTS | ポルシェ・ボクスター  | GT300  | SUZ 3  | OKA 3   | FSW 8  | SEP 9  | SUG 6   | SUZ 10  | TRM 17 | AUT 4  | FSW Ret | 9位  | 49       |
| 2007年 | JIM GAINER          | フェラーリ・360モデナ | GT300  | SUZ    | OKA     | FSW    | SEP 18 | SUG 10  | SUZ DSQ | TRM 13 | AUT 12 | FSW     | 30位 | 1        |